# Hans Mahle

Hans Mahle mit seiner Schwester Gertrud Köhler 1979 in Hamburg

Hans Mahle (eigentlich Heinrich August Ludwig Mahlmann; * 22. September 1911 in Hamburg; † 18. Mai 1999 in Berlin) war ein deutscher KPD-, SED- und SEW-Funktionär, Gründungsmitglied des NKFD und Angehöriger der Gruppe Ulbricht. Nach 1945 war er vor allem für den Aufbau des Rundfunks in der SBZ zuständig und später auch zeitweise Generalintendant des DDR-Rundfunks.

## Leben

### Vom Pionier zum Kinder- und Jugendfunktionär
Mahle wuchs in einer kommunistischen Arbeiterfamilie in Hamburg-Eppendorf auf. Sein Vater Adolf Mahlmann war einer der Mitbegründer der Hamburger KPD und wurde im Februar 1945 im KZ Buchenwald ermordet. Schon früh in seiner Volksschulzeit war Mahle Mitglied in der kommunistischen Kinderorganisation „Junge Pioniere“. In dieser Zeit lernte Mahle bereits Ernst Thälmann kennen, da dessen Tochter Irma ebenfalls zu den „Jungen Pionieren“ in Mahles Stadtteil gehörte. 1926 in den Kommunistischen Jugendverband Deutschlands (KJVD) eingetreten, wurde er zwei Jahre später nach Abschluss einer kaufmännischen Lehre bereits im Alter von 17 Jahren Leiter der „Jungen Pioniere“ von ganz Hamburg. 1931 wurde er Mitglied der „Reichs-Pionier-Leitung“, in der er verantwortlich für die Zeitung Trommel war, und zugleich in das Zentralkomitee des KJVD kooptiert. Von 1932 bis 1935 war Mahle schließlich Mitglied des Zentralkomitees des Kommunistischen Jugendverbands Deutschlands.
1932 trat er der KPD bei und wurde Erster Sekretär der Pionierleitung in Deutschland. Ab Oktober 1932 vertrat Hans Mahle in dieser Funktion Deutschland im „Internationalen Kinderbüro“ der Komintern in Moskau.
Nach der Machtergreifung durch Adolf Hitler beorderte man ihn im August 1933 nach Deutschland zurück, um illegal für den Kommunistischen Jugendverband zu arbeiten. Er war sowohl in Berlin, in Sachsen als auch im Ruhrgebiet illegal tätig. 1935 floh er über Paris nach Prag, um von dort die Jugendarbeit in Westdeutschland zu leiten. Wenig später wurde er jedoch in Amsterdam in seiner Tätigkeit als Auslandskurier festgenommen und vorübergehend verhaftet. 1936 konnte er dann über die Tschechoslowakei in die Sowjetunion emigrieren.

### Exil in der Sowjetunion
In Moskau arbeitete er zunächst bei der Kommunistischen Jugendinternationale und war dort Mitarbeiter ihres Exekutivkomitees. Zugleich war er zwischen 1938 und 1941 auch als Jugendredakteur beim Moskauer Rundfunk tätig. 1941 war Mahle der Vertreter der Deutschen Antifaschistischen Jugend im Antifaschistischen Komitee der Sowjetjugend.
Nach dem deutschen Angriff auf die Sowjetunion wurde Mahle Ende Oktober 1941 nach Kujbyschew evakuiert. Dort bekam er von der Komintern den Auftrag, mit der Umerziehung von Kriegsgefangenen zu beginnen. Dieser Auftrag führte ihn im Dezember 1941 mit weiteren deutschen Kommunisten, darunter Walter Ulbricht, nach Karaganda in das Kriegsgefangenenlager „Spaski Sawod“.
Infolge der positiven Auswertung seiner Tätigkeit in Karaganda wurde Mahle nach einer Tagung der Komintern in Ufa beauftragt, die Leitung des Jugendsenders „Sturmadler“ zu übernehmen. Dieser Sender richtete sich direkt an die Hitlerjugend und junge Soldaten und war de facto die Jugendsendung des „Deutschen Volkssenders“. Ab Frühjahr 1943 wirkte Mahle durch Besuche in Kriegsgefangenenlagern aktiv an der Vorbereitung des NKFD mit. Er nahm an der Gründungskonferenz des NKFD in Krasnogorsk am 12. und 13. Juli 1943 teil und wurde Vorsitzender der Jugendkommission des NKFD. Ab August desselben Jahres betraute man ihn mit neuen Aufgaben. Hans Mahle wurde technischer Leiter des Senders „Freies Deutschland“. Im Rahmen seiner Tätigkeit kam er dabei im November 1943 an der Front bei Kiew zum Einsatz.
Als Vorsitzender der Jugendkommission des Zentralkomitees der KPD beschäftigte sich Mahle aber auch weiterhin mit Jugendfragen und der Ausarbeitung von Arbeitsmaterialien für die zukünftigen Tätigkeiten der Jugend im Nachkriegsdeutschland. Dies ließ Wolfgang Leonhard darauf schließen, dass Hans Mahle anfangs als Vorsitzender einer Jugendbewegung oder -organisation vorgesehen war und nicht, wie später geschehen, Erich Honecker. 1944 besuchte Mahle die Parteischule Nr. 12 der KPD bei Moskau. Von Februar bis August 1944 war er Mitglied einer Arbeitskommission zur Ausarbeitung des Nachkriegsprogramms der KPD.
Mahle wurde 1937 die deutsche Staatsbürgerschaft aberkannt und später sogar für seine antifaschistische Tätigkeit vom Reichskriegsgericht in Abwesenheit zum Tode verurteilt.

### Gruppe Ulbricht
Hans Mahle gehörte zu den neun Mitgliedern der Gruppe Ulbricht, die am 30. April 1945 mit dem Flugzeug von Moskau aus startete. Er wurde zunächst in den Berliner Stadtbezirken Tiergarten und Moabit eingesetzt. Auf Ulbrichts Anweisung nahm er Kontakt zu Ferdinand Sauerbruch auf, der nach einigen Diskussionen als erster Gesundheitsdezernent des Berliner Magistrats gewonnen werden konnte. Auch Andreas Hermes, der später der erste CDU-Vorsitzende in der SBZ wurde, konnte durch Hans Mahle als Dezernent für Ernährungswesen gewonnen werden. Während seiner Erkundungen in Berlin stieß Mahle in der Charlottenburger Masurenallee auf die Gebäude des Berliner Rundfunks. Als Rundfunkredakteur war für ihn die Wiederherstellung eines funktionierenden Rundfunks von großem Interesse. So verließ er schon am 11. Mai 1945 die Gruppe Ulbricht, um im Auftrag des sowjetischen Kommandeurs von Berlin Nikolai Bersarin, der dazu am 10. Mai einen Befehl erlassen hatte, Rundfunksendungen zu organisieren. Nach Mahles Aufzeichnungen sagte Ulbricht zu ihm:
„Genosse Mahle, du hast Erfahrungen in der Rundfunkarbeit, du hast am Sender ‚Freies Deutschland‘ und vorher am Moskauer Rundfunk Erfahrungen gesammelt, du kennst die Politik des Nationalkomitees ‚Freies Deutschland‘, diese Politik des Nationalkomitees ‚Freies Deutschland‘ ist im Rundfunk durchzusetzen.“

### Aufstieg und Fall
Nur wenige Tage später konnte bereits ein vollständiges Programm des vorläufig noch Radio Berlin genannten Senders angeboten werden, mit Hans Mahle als Chefredakteur. Trotz Bedenken von führenden KPD-Genossen führte Mahle sehr bald Sendungen ein, in denen auch Politiker anderer Parteien zu Wort kamen. Am bekanntesten war davon die Sendereihe „Tribüne der Demokratie“. Des Weiteren betrieb er zielstrebig die Wiederherstellung weiterer Rundfunksender in den Jahren 1945/46.
Von Juni 1945 bis September 1947 war Mahle Mitglied des ZK der KPD bzw. des Vorstandes der SED, von August 1945 bis Mai 1947 zudem Mitglied des Präsidialrates des Kulturbundes. Ab 1946 war er Leiter des Rundfunkreferats und der Abteilung für kulturelle Aufklärung der Zentralverwaltung für Volksbildung. Im August 1946 wurde er zum Generalintendanten des Rundfunks in der SBZ berufen. Die Gemeinschaft aller Rundfunksender in der SBZ wurde nach Gründung der DDR 1949 als Deutscher Demokratischer Rundfunk bezeichnet. Praktisch hatte Mahle nun viel weniger Einfluss auf die Programmgestaltung und stand unter stärkerer Kontrolle. Von einigen Historikern wird dies heute als Degradierung empfunden. Auch eine Kontroverse mit Ulbricht im Spätherbst 1946 über seinen Wohnsitz, der im Westteil Berlins lag, ließ Mahles Ansehen als „Grenzgänger“ bei der SED-Führung weiter sinken. Schließlich wurde er im September 1947 auf dem II. Parteitag der SED nicht wiedergewählt.
Mehr und mehr gingen führende Genossen auf Distanz zu ihm. In West-Berlin, „beim Klassenfeind“, wohnend, gegen den Rat der SED-Führung sich verstärkt um die Entwicklung des Fernsehens kümmernd, wurde Hans Mahle am 14. Juli 1951 unter Spionagevorwürfen als Generalintendant abgesetzt. Dennoch blieb er bis Mai 1953 Leiter des für die Entwicklung des Fernsehens zuständigen Zentrallaboratoriums in Berlin-Adlershof. Danach wurde er zur „Bewährung“ nach Schwerin geschickt. Zunächst angestellt in einem Konsum-Geschäft, wurde Hans Mahle später Vorstandsmitglied der Konsumgenossenschaften Schwerin und Herausgeber der Zeitschrift Der Konsum-Genossenschafter.

### Rehabilitierung und Funktionär der SEW
Im Rahmen der Entstalinisierung wurde er dann ab Mai 1956 Chefredakteur des Bezirksorgans der SED, der Schweriner Volkszeitung, und Mitglied der SED-Bezirksleitung Schwerin. Seine endgültige Rehabilitierung erfolgte am 24. Februar 1959, Mahle wurde zum Chefredakteur der Zeitung Die Wahrheit ernannt, des Organs der SED für West-Berlin. Außerdem wurde er in die SED-Bezirksleitung Berlin kooptiert und 1961 mit dem Vaterländischen Verdienstorden ausgezeichnet.
1962 wurde er Mitglied des Parteivorstandes (PV) der SED-Westberlin (seit 1969 Sozialistische Einheitspartei Westberlins, SEW), ab Mai 1970 Mitglied des Büros des PV der SEW. Hans Mahle war zudem Ehrenvorsitzender der Gesellschaft für Deutsch-Sowjetische Freundschaft Westberlin. 
1995 trat er als PDS-Spitzenkandidat bei den Kommunal- und Bundestagswahlen in Berlin-Steglitz an.

### Ehe und Nachkommen
Hans Mahle war mit Elsa Penner (1912–1986) verheiratet und hatte zwei Kinder
- Regina Woermann, verheiratet mit Detlev Woermann, einem Mitinhaber der Firma C. Woermann.
- Andreas Mahle

### Nachlass und Biographie
Sein Nachlass befindet sich im SAPMO-Archiv.
Seine 1974 fertiggestellte Autobiographie wurde in der DDR nicht publiziert und ist noch immer unveröffentlicht. 2003 hat die Historikerin Katharina Lange, die Tochter von Gerhard Riege, eine Biografie über ihn veröffentlicht. Er wurde auf dem Friedhof Steglitz beigesetzt.

## Weitere Auszeichnungen
- 1970 – Orden des Vaterländischen Krieges (sowjetisch)
- 1970 – Lenin-Medaille (sowjetisch)
- 1976 – Stern der Völkerfreundschaft
- 1981 – Karl-Marx-Orden